# Pseudiastata nebulosa
Pseudiastata nebulosa är en tvåvingeart som beskrevs av Daniel William Coquillett 1908. Pseudiastata nebulosa ingår i släktet Pseudiastata och familjen daggflugor. Inga underarter finns listade i Catalogue of Life.